# Tupp

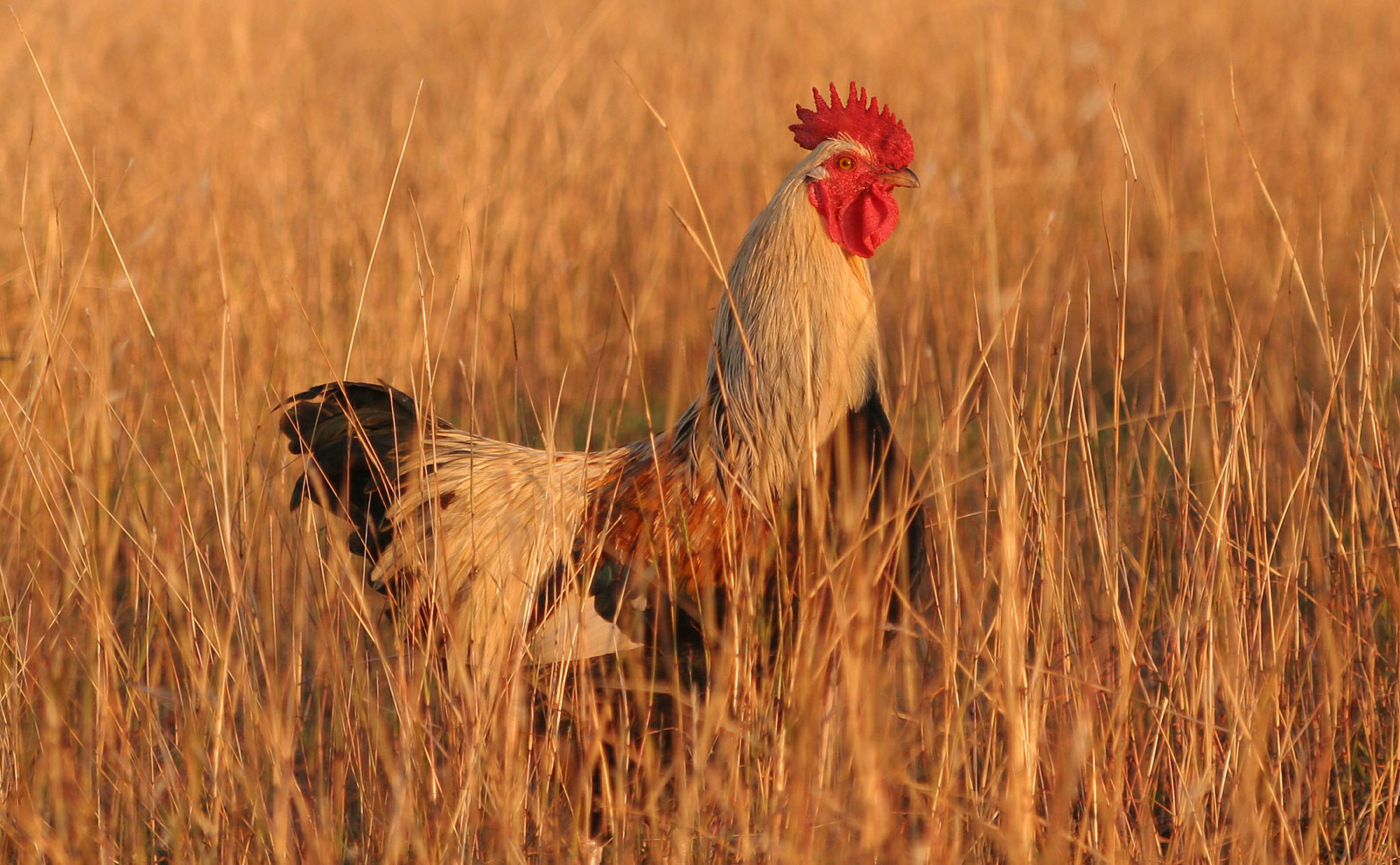
En tupp av tamhöna.

En tupp är en hane bland hönsfåglar, främst hos de större hönsfåglarna, som tamhöns, kalkoner, orrar, tjädrar och ripor. 

## Mytologi och symbolik
Tamhönsen tillhör några av de äldsta domesticerade djuren och tamhönstuppen har tillskrivits flera mytologiska och magiska egenskaper av flera orsaker. Även hönsäggen är starkt mytologiserade.
Tuppens tendens att gala i gryningen har gjort den till symbol för ljuset och elden, eftersom galandet ansågs jaga bort de mörka och onda makterna, och för uppståndelse eftersom dagen gryr och solen åter går upp. Dess vilja att försvara och beskydda sin flock hönor har gjort den till vaksamhetens och stridens företrädare. Som de flesta andra domesticerade handjuren är den en symbol för manlighet.
Tuppar är vanliga på etruskiska gravar, både stridande och galande, eventuellt som symboler för kraft och uppståndelse. Inom den grekisk mytologin var tuppen helgad åt bland andra solguden Apollon och krigsguden Ares. 
Tuppen är ett av de tolv djuren i kinesiska zodiaken. Den som är född i tuppens tecken tillskrivs följande egenskaper: smart, metodisk, effektiv, stolt och uppriktig. Arrogans, bestämdhet och skrytsamhet gör att tuppen riskerar att bli ensam. Yrken som rekommenderas är krögare, soldat och författare.
Tuppen är en helig fågel bland vissa germanska folkgrupper och enligt nordisk mytologi satt den guldfjädrade tuppen Gullinkambe ("guldkammen") högst upp i Yggdrasil, världsträdets, topp. Inför Ragnarök, jordens undergång, skulle han väcka einhärjarna, det godas förkämpar, i asarnas Valhall. Två andra tuppar gol hos jättarna i Järnskogen respektive i underjorden hos Hel. Tuppen i Järnskogen kallades Fjalar men tuppen hos Hel är inte namngiven men beskrivs som klarröd.
På tidiga kristna gravar avbildades tuppen som symbol för uppståndelsens gryning, precis som en ny dag gryr vid tuppens galande. Vindflöjeln i form av en tupp högst upp på kristna kyrktorn, den så kallade kyrktuppen, symboliserar förkunnandet av kristendomen "den andliga gryningen". Vindflöjlarna är gjorda så att tuppen vrider sig mot vinden, det symboliserar hur de kristna står upp för kristendomen och mot dess fiender.
Aposteln Petrus avbildas ofta med en tupp eftersom Jesus förutspådde att han skulle förneka Jesus tre gånger innan tuppen gol på långfredagens natt. Tuppen är därmed en påminnelse för kristna att de ska stå fast vid sin tro och tuppen är ett av föremålen i Arma Christi, passionsredskapen.
Tuppen är symbol för Frankrike, då som en stridens, beredskapens och vaksamhetens tupp. Det latinska ordet för galler, det vill säga romarnas namn på de som bodde i Frankrike, är gallus vilket också är latin för tupp. Även Portugal har tupp som symbol, då som symbol för vishet. Bakgrunden är en berättelse om en pilgrim på väg till Santiago de Compostela som blir oskyldigt dömd för stöld av silver. Han pekar på en slaktad tupp och säger att den kommer gala tre gånger om han hängs för brottet. Straffet verkställs och tuppen gal. Då räddar domaren honom och ber om ursäkt.
På 1500-talet introducerades en äggvärpande tupp i europeiska ABC-böcker. Äggen var av guld och värptes som belöning till flitiga elever.
Under spanska inbördeskriget beskrev republikanerna fascisterna som en svart tupp som gol in natten, medan de själva var röda tuppar och gol in morgondagen. Detta besjöngs i låten Den svarta tuppen.

## Folktro
I delar av Europa användes tuppen i sökandet efter drunknade. Man rodde ut på vattnet med en tupp i båten och om båten befann sig över den döda kroppen sägs det att tuppen började gala. Tuppblod har även nyttjats som folklig medicin mot epilepsi. Basilisker, ett väsen med orm eller ödlekropp och tupphuvud, sades härstamma ifrån ägg lagda av tuppen.